# アクチニウム

アクチニウム

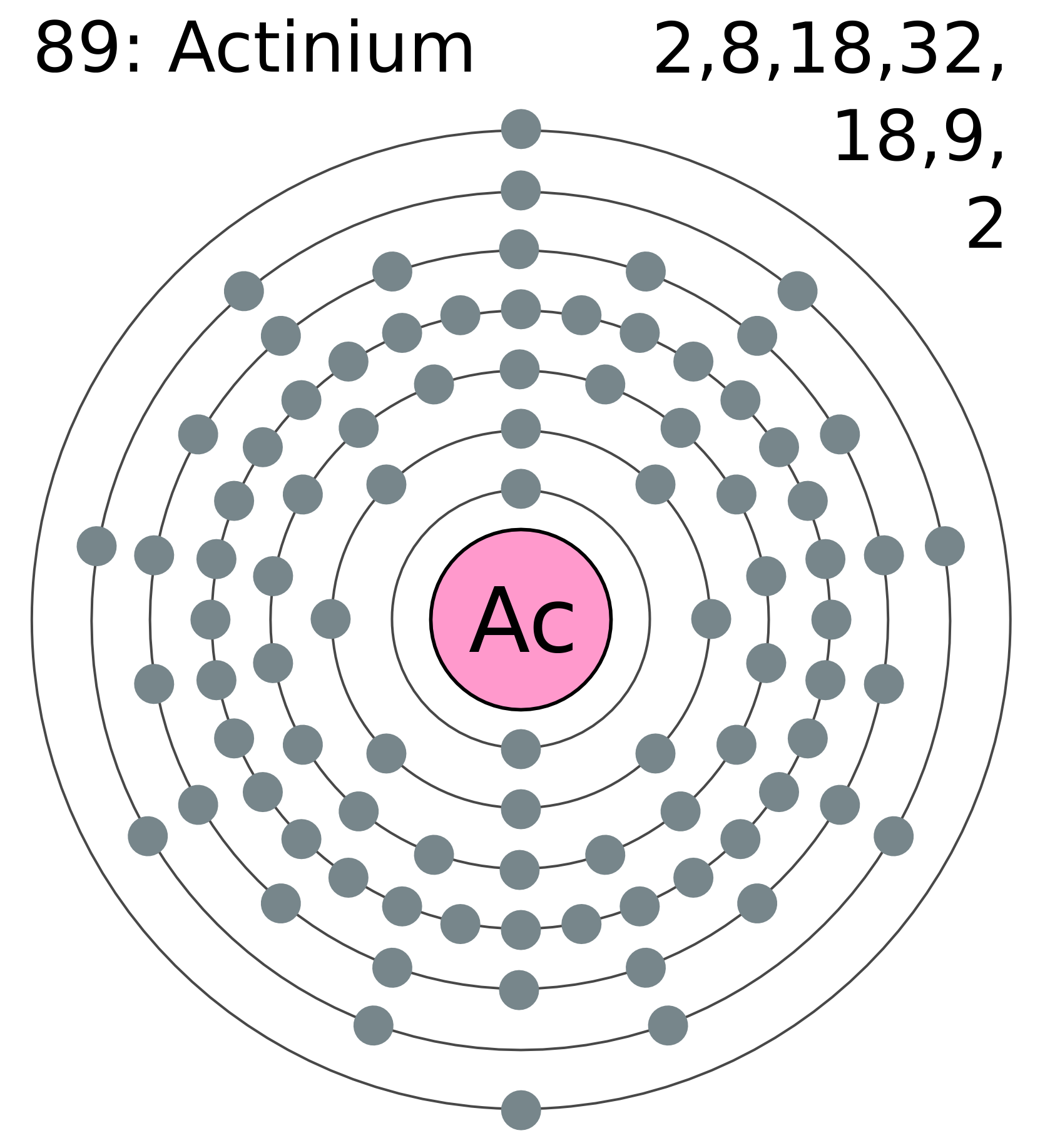
アクチニウムの原子電子配置図。

アクチニウム（英: actinium [ækˈtɪniəm]）は、原子番号89の元素。元素記号は Ac。アクチノイド元素の一つ。

## 名称
ギリシア語の「放射線」を意味する aktis が語源。

## 性質
アクチノイド系列の最初の元素。したがって、5f軌道には電子がなく、6d軌道に1個、7s軌道に2個の電子が詰まっている。銀白色の金属で、安定な構造は立方晶系。アクチニウムのアルファ線はとても強力で（ラジウムの150倍の放射能を持つ）、暗所では青白く光る。比重は10.07、融点は1050 °C、沸点は3200 °C。湿った空気中では酸化被膜を形成する。化合物中の原子価は唯一+3価が安定で、化学的性質はランタンに似る。Ac3+ の電子配置は5f0である。Ac3+はイオン半径が大きいため、酸化物および水酸化物はランタンより塩基性が強い。ランタンより錯塩を作りやすい傾向がある。アクチニウム原子の基底状態は2D3/2、イオンの基底状態は1Sと表される。アクチニウムの7s電子については、相対論的効果による電子質量の増加のため、その7s軌道は収縮している。一方、5fと6d電子は、7s電子による核引力遮蔽の影響でその5f, 6d軌道が膨張している。したがって、これら3つの軌道はランタノイドと比べても非常にエネルギー準位が近い。このことはアクチニウムに限らず、アクチノイドについて言えることである。

## 危険性
アクチノイドの強い放射能により、実験等に利用する際は、グローブボックス内での使用が求められる。また、ラットを使った実験では、骨や肝臓にアクチノイドが蓄積されることが報告されている。

## 用途
地球循環アクチニウム227の半減期（21.77年）を利用して、海水の垂直方向への混合の過程をモデリングすることが試みられている。アクチノイドの酸化物をベリリウムで処理したものは、効率の良い中性子発生源となる。
医療（研究途上）アクチニウム225の出すアルファ線はガン細胞を破壊する。この性質を利用し、大阪大学医学部放射線統合医学講座では、225Ac-FAPI-04 を用いた難治性膵臓がん治療の研究が進められている。

## 同位体
天然に存在するのは、アクチニウム227（半減期は21.7年）とアクチニウム228（半減期は6.13時間）。アクチニウム227はアクチニウム系列の過程で生成される。アクチニウム227はアクチニウムの同位体の中で最も長い半減期を持つ。またアクチニウム228はトリウム系列の過程で生成されるため、主にトリウム鉱石中に極微量含まれる。
アクチニウム系列：ウラン235（α崩壊）→ トリウム231（β崩壊）→ プロトアクチニウム231（α崩壊）→ アクチニウム227（α崩壊）→ フランシウム223 →（続く）
なお、アクチニウム227は、α崩壊以外にもβ崩壊によりトリウム227にもなる。

## 歴史
1899年、アンドレ＝ルイ・ドビエルヌ (A.Debierne) が、ピッチブレンドからウランを分離した際の残留物中から発見した（ピッチブレンド1トン中にアクチニウム227が0.15 mg含まれる）。1902年にギーゼル (F.Geesel) がドビエルヌとは独立に発見した新元素もアクチニウムであることが判明した。
2024年、日本原子力研究開発機構は、原子力規制委員会に対して高速増殖炉「常陽」の使用目的にアクチニウム225の生産を追加する申請を行った。生産するアクチニウム225は、医療用ラジオアイソトープとしてがん治療に提供する考え。